# Stella Kramrisch
Stella Kramrisch (* 29. Mai 1896 in Nikolsburg, Österreich-Ungarn; † 31. August 1993 in Philadelphia, Pennsylvania) war eine kosmopolitische Kunsthistorikerin und Indologin, die ab 1922 am Kala Bhavana (Institut der Schönen Künste) in Shantiniketan, später an der Calcutta University sowie in London und seit 1950 an der University of Pennsylvania lehrte. Sie veröffentlichte seit 1920 grundlegende Forschungen zur indischen Kunst- und Kulturgeschichte. 

## Leben
Stella Kramrisch war eine Tochter des Apothekers Isidor Kramrich und von Berta Kramrisch (1872–1942, die im Ghetto Litzmannstadt umkam). Als sie acht Jahre alt war, zog ihre Familie nach Wien, wo sie das Gymnasium besuchte und Ballettunterricht erhielt. In der öffentlichen Bibliothek in Wien entdeckte sie als Jugendliche die indische Philosophie für sich. An der Universität Wien studierte sie dann Kunstgeschichte bei Max Dvořák und Josef Strzygowski und spezialisierte sich auf indische Kunst und indische Philosophie. Sie lernte Sanskrit und begann die Photographien indischer Bau- und Kunstwerke zu analysieren. 1919 wurde sie mit einer Arbeit über frühbuddhistische Tempelplastik in Indien promoviert.

## Kunsthistorische Arbeit in Indien
Bei einem Vortrag, den sie in Oxford hielt, wurde Rabindranath Tagore auf Kramrischs innovative Forschung aufmerksam und gewann sie als Dozentin für indische Kunst. Ab 1922 lehrte sie Kunstgeschichte an der Visva-Bharati University in Shantiniketan. 1924 erhielt sie eine Lehrstelle an der Calcutta University. Ihre Forschungen zur indischen Kunst galten damals vor allem der Frage, welches Verhältnis das künstlerische Schaffen in Indien zur Natur hatte. 1922 wirkte sie wesentlich an der Organisation der Ausstellung Bauhaus in Calcutta mit, bei der Werke heute bekannter Bauhauskünstler in Calcutta ausgestellt wurden, um die modernen Künstler des Bauhauses und diejenigen in Bengalen miteinander in Kontakt zu bringen. Von 1937 bis 1941 hatte sie zudem einen Lehrauftrag am Courtauld Institute of Art und kooperierte mit dem Warburg Institute in London. Gemeinsam mit Abanindranath Tagore war sie ab 1933 Herausgeberin des Journal of the Indian Society of Oriental Art. Mit ihrer einschlägigen Publikation Indian Sculpture legte sie 1933 eine präzise Analyse indischer Skulptur vor. Die Publikation war auch als praktisches Handbuch für Reisende gedacht. Kramrisch schrieb auch über verschiedene Künstler der indischen Moderne, beispielsweise Sunayani Devi. 
Während ihrer Zeit in Indien war Kramrisch zum Hinduismus konvertierte und hatte begonnen, eine Sammlung südasiatischer Kunstwerke zu anzulegen. Diese wurde später dem Philadelphia Museum of Art überlassen. 

## Kunsthistorische Arbeit in den USA
Laszlo Nemenyi, den sie 1929 geheiratet hatte, arbeitete nach der Unabhängigkeit Indiens von Großbritannien als ökonomischer Berater für die neue Regierung in Pakistan. Trotz der gefährlichen Lage entschieden sich beide, in Indien zu bleiben. Nachdem Nemenyi 1950 erschossen wurde, folgte Kramrisch aber dem Ruf als Professorin für südasiatische Kunst an die University of Pennsylvania, wo sie bis 1969 lehrte. Am Philadelphia Museum of Art war sie parallel und nach 1979 weiterhin als Kuratorin für Indische Kunst tätig und organisierte bedeutende Ausstellungen zur indischen Kunst. 
1955 hatte sie die amerikanischen Staatsbürgerschaft erhalten und wurde 1968 mit der Ehrendoktorwürde der Visva-Bharati Universität und 1981 derjenigen der University of Pennsylvania ausgezeichnet. 1985 wurde sie mit der Charles Lang Freer Medal geehrt.

## Schriften (Auswahl)
- Untersuchungen zum Wesen der frühbuddhistischen Bildnerei Indiens. Phil. Diss. Univ. Wien (1919).
- Grundzüge der Indischen Kunst. Avalun Verlag, Hellerau bei Dresden 1924.
- The Visnudharmottaram: A Treatise on Indian Painting and Image-Making. Calcutta University Press, 1928.
- Indische Kunst. In: Anton Springer (Hrsg.): Handbuch der Kunstgeschichte. Alfred Kröner Verlag, Leipzig 1929.
- Indian Sculpture. The Heritage of India Series. Oxford University Press, 1933.
- The Hindu Temple. 2 Bände, University of Calcutta, 1946.
- Unknown India: Ritual Art in Tribe and Village. Philadelphia Museum of Art, 1968.
- Presence of Śiva. Princeton University Press, 1981.